# Анероэст
Анероэст (лат. Aneroesto; ? — 225 до н. э.) — вождь гесатов - трансальпинских галлов в III веке н. э., один из двух предводителей союза галльских племён, участвовавших в битве при Теламоне с Римской республикой. 

## Биография
Анероэст был вождём кельтского племени, проживающих в Трансальпинской Галлии, у реки Родан (Рона).
В 238 году до н. э. вожди бойев Атис и Галатас пригласили трансальпинских галлов принять участие в совместном набеге на италийские земли. На этот призыв явилась огромная масса наёмников. Галльская армия, какой уже давно не видели в Италии, подступила к стенам Аримина. Римляне оказались застигнуты врасплох. Сенат отправил к галлам посольство с вопросом, что заставило их покинуть родину. Пока обе стороны обсуждали условия соглашения, бойи поссорились с трансальпинскими галлами из-за добычи. От упрёков дело перешло к оскорблениям, и обе стороны взялись за оружие. Вожди бойев, заключавшие союз с трансальпинами, были убиты, и наёмники вернулись домой. Отряды, оставшиеся у Аримина, простояли несколько дней без дела и сняли осаду. Таким образом, победа досталась римлянам без борьбы.
В 225 году до н. э. галльские племена инсубров, бойев и тавриски заключили между собой союз, к которому вновь примкнули заальпийские галлы, выставившие, как и в прошлый раз, многочисленные отряды искателей добычи — гесатов.
Бойи, инсубры и тавриски собрали средства для оплаты наёмных гесатов из Трансальпийской Галлии во главе с Анероэстом и Конколитаном для борьбы с Римом. Неизвестная роль и степень самостоятельности Конколитана в этом походе (он был равноправным вождём, или же подчинялся Анероэсту). Для участия в походе собралась армия, насчитывавшая примерно 50 тысяч пехотинцев и 20 тысяч всадников и колесничих.
Конколитан вместе с Анероэстом ворвались в Этрурию, которую разграбили, и в битве при Фезале нанесли поражение местным римским войскам. После этого с добычей решили отправиться в области, населяемые инсубрами. В связи с возникшей угрозой два легиона консула Гая Атилия Регула, спешно были переброшены морем из Сардинии и высадились в Пизе.
Галлы оказались в ловушке. Прямо перед ними стояла одна римская армия, а с тыла тем временем приближалась другая — консула Луция Эмилия Папа.
Эта битва была подробно описана Полибием и упомянута у других римских историков. Против 70 тысяч галльских воинов стояли две консульские армии, включавшие по два римских легиона каждая, а также отряды союзников и кавалерии — всего около 50 тысяч пехотинцев и несколько тысяч всадников.
Консул Регул погиб в сражении, и его голову принесли галльским вождям. В конце концов галлы потерпели сокрушительное поражение. Одной из причин, повлиявших на исход сражения, было то, что галлы шли в сражение лишь в штанах и лёгких плащах, или даже полностью обнажёнными, в то время как римляне были защищены доспехами.
Полибий пишет:

«Дело в том, что галльский щит не может полностью прикрыть воина, а при большом росте галлов дротики тем вернее попадали в неприкрытые части тела».
Галлы стояли, сгрудившись в тесном строю, и часто падавшие копья и дротики нанесли им тяжёлые потери ещё до начала рукопашной схватки.
Погибло около 40 тыс. галлов, 10 тысяч попали в плен. Военачальник Конколитан, оказался одним из попавших в плен, а Анероэст, бежал и впоследствии покончил с собой.